# New Journalism

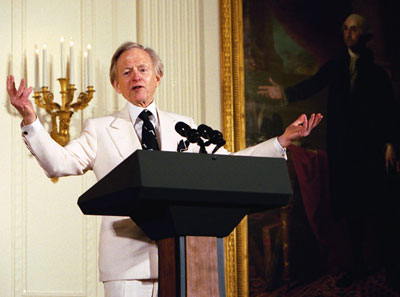
Tom Wolfe im Weißen Haus, 2004

Unter dem Begriff New Journalism (deutsch: „Neuer Journalismus“) wird ein Schreib- und Reportagestil verstanden, der in den 1960er und 1970er Jahren in den USA aufkam. Er wich von der sonst üblichen journalistischen Praxis insofern ab, als er höchst subjektiv vorging, verstärkt auf literarische Stilmittel zurückgriff und sich dabei dennoch an die Fakten hielt. Die gewohnte Grenzziehung zwischen Literatur und Journalismus wurde verschoben.

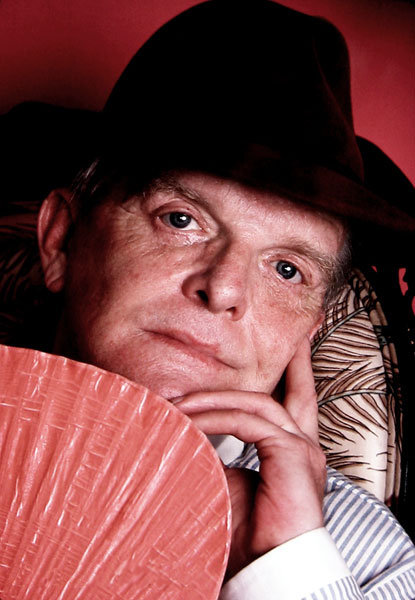
Truman Capote, 1980

## Begriffsbildung
Der Begriff „New Journalism“ wurde in seiner heutigen Bedeutung von Tom Wolfe mit dem Titel seiner Anthologie „The new Journalism“ geprägt, in der er zusammen mit Edward Warren Johnson als Herausgeber verschiedene journalistische Beiträge publizierte. Diese entsprachen nicht dem damals üblichen Journalismus, sondern nahmen u. a. subjektiv Partei statt neutral Fakten zu präsentieren.

## Zum Verhältnis von Literatur und Journalismus

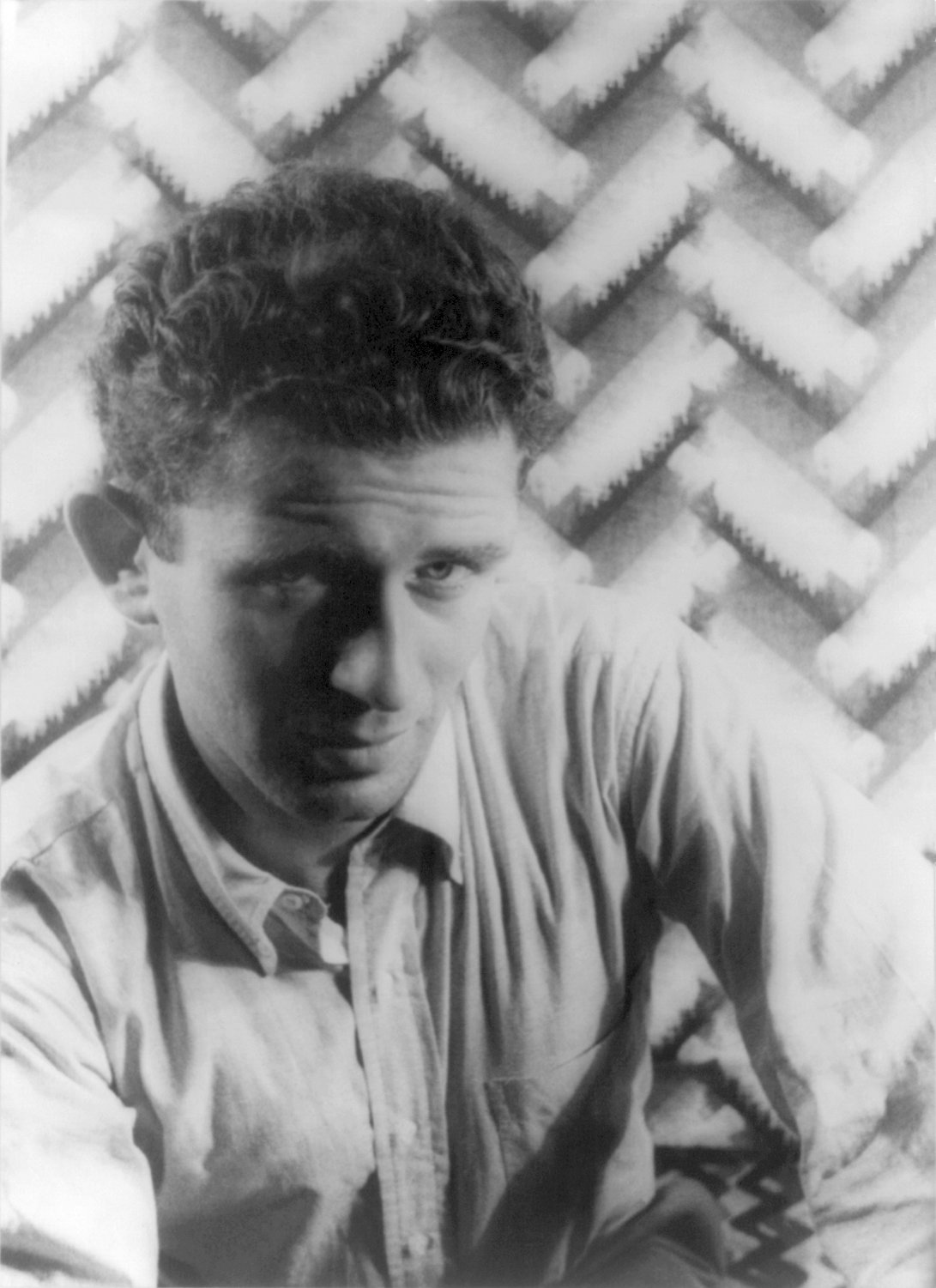
Norman Mailer, 1948

Literatur als Gesamtheit „alles schriftlich Aufgezeichneten“ schließt auch die Artikel aus dem Tagesgeschäft des Journalismus ein. Sowohl Journalisten als auch die einst Literaten genannten Schriftsteller haben grundsätzlich eins gemeinsam: Sie verfassen und publizieren Texte.
Dabei unterscheiden sich die Texte beider Bereiche in Folgendem: „Journalistische Texte sind nicht-fiktional und tagesaktuell, literarische Texte fiktional und überzeitlich“.
Trotz dieser generellen Unterschiedlichkeit, die dem „Journalismus im Laufe der Geschichte des Öfteren den Ruf des Minderwertigen und der Schriftstellerei den Mythos der einzig wahren Kunst einbrachte, haben Literatur und Journalismus gemeinsame Wurzeln.“ Sowohl die Werke von Schriftstellern als auch die Artikel von Journalisten sind „prinzipiell seit jeher auf eine Öffentlichkeit ausgerichtet“.
Wie Jürgen Enkemann bereits am Beispiel der englischen Literaturgeschichte aufzeigen konnte, wechselten Phasen strikter Abgrenzung beider Bereiche immer wieder mit Phasen gegenseitiger Befruchtung.

## Das Neue am New Journalism
So kommt es – wie der „New Journalism“ in unserer Zeit belegt – immer wieder dazu, dass gegen den bestehenden Kanon dessen, was als „journalistisch“ und was als „literarisch“ einzustufen sei, produktiv verstoßen wird. Auf diese Weise kam es auch bei den Autoren des „New Journalism“ zu bis dato ungewohnten, neuartigen Mischformen im Verhältnis von Literatur und Journalismus.
„Inhaltlich“ wandten sich all diese Autoren jenen Bereichen zu, die der althergebrachte Journalismus bisher vernachlässigte: Popmusik, Drogenszene, Subkultur überhaupt sowie verschiedene Sportarten. Dazu kam eine Art und Weise der Beschäftigung mit Politik, wie sie in dieser Radikalität stark von bisheriger Politikberichterstattung abwich. Auch in ihrer „Schreibweise“ wichen die betreffenden Autoren von der sonst üblichen journalistischen Praxis insofern ab, als sie – obwohl sie sich korrekt an Fakten hielten – im Tonfall höchst subjektiv und in der Ich-Form formulierten und auch sonst stärker auf literarische Stilmittel zugriffen zugunsten erhöhter Literarizität.

### Spezifische Charakteristika
Für Tom Wolfe füllte der New Journalism eine Lücke, die sich aufgetan hatte, weil die Autoren der Hochliteratur sich nach seiner Auffassung zunehmend in unverständlicher Sprache ausdrückten, auf rein formale Spielereien beschränkten und Alltagsstoffe vernachlässigten. Der Journalismus wiederum, so Wolfe, habe sich auf eine fragwürdig gewordene Objektivität zurückgezogen, bei der die erwünschte Lebendigkeit unter Fakten begraben werde.

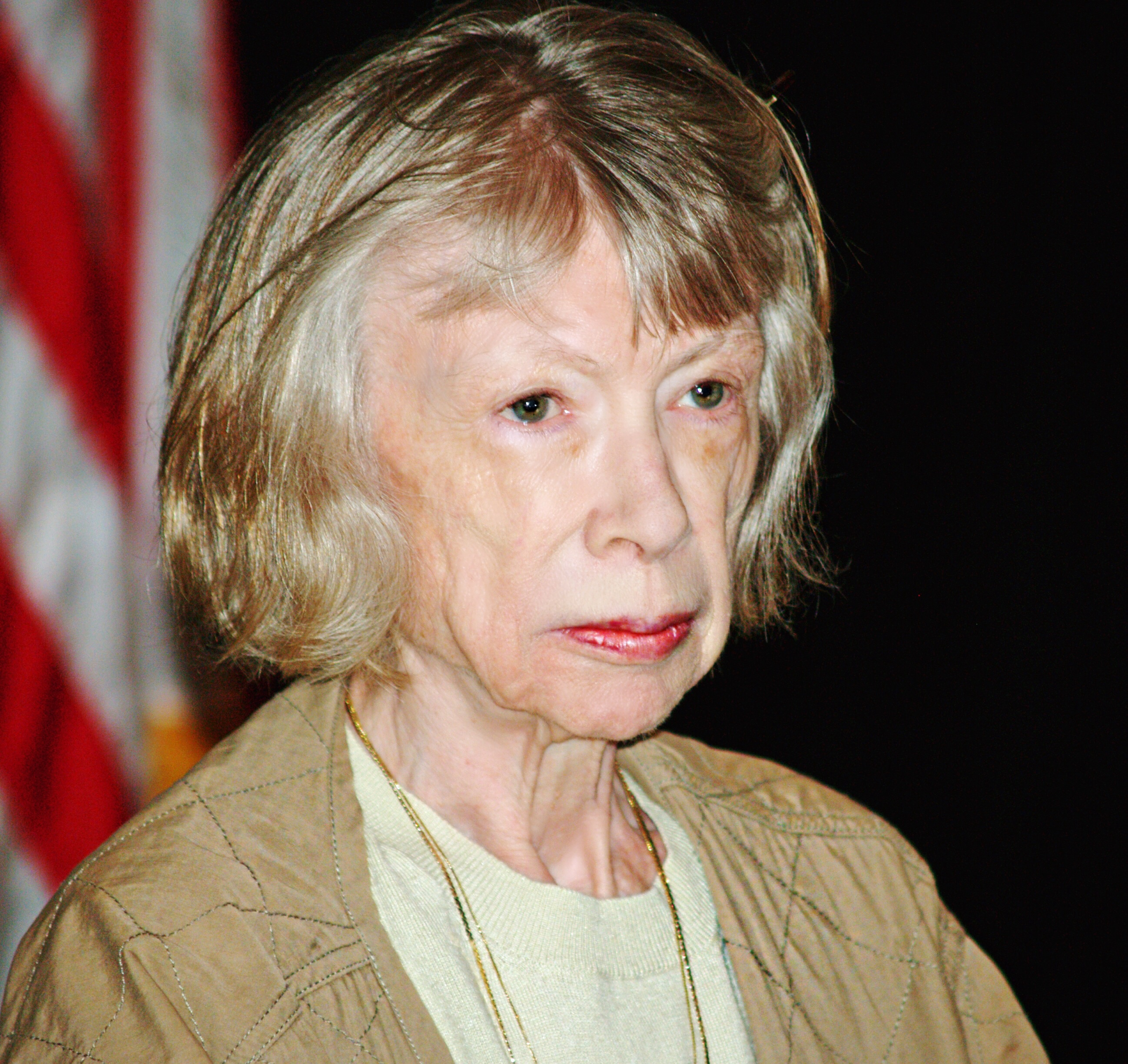
Joan Didion beim Brooklyn Book Festival, N. Y., 2008

## Wichtige Akteure
Wichtige Vertreter des New Journalism – unterschiedlichen Generationen zugehörig – sind Autoren wie Lester Bangs, Brock Brower, Truman Capote, Joan Didion, Norman Mailer, George Plimpton, Terry Southern, Gay Talese, Hunter S. Thompson und eben Tom Wolfe. Die literarische Bandbreite und Vielfalt zeigt sich auch am Habitus, an einem Dandy wie Tom Wolfe am einen Rand des Spektrums und einem Bohème-Typ wie Lester Bangs am anderen Rand des Spektrums – beide werden als Amerikas größte Popkritiker gerühmt.

## Wichtige Aktionsfelder

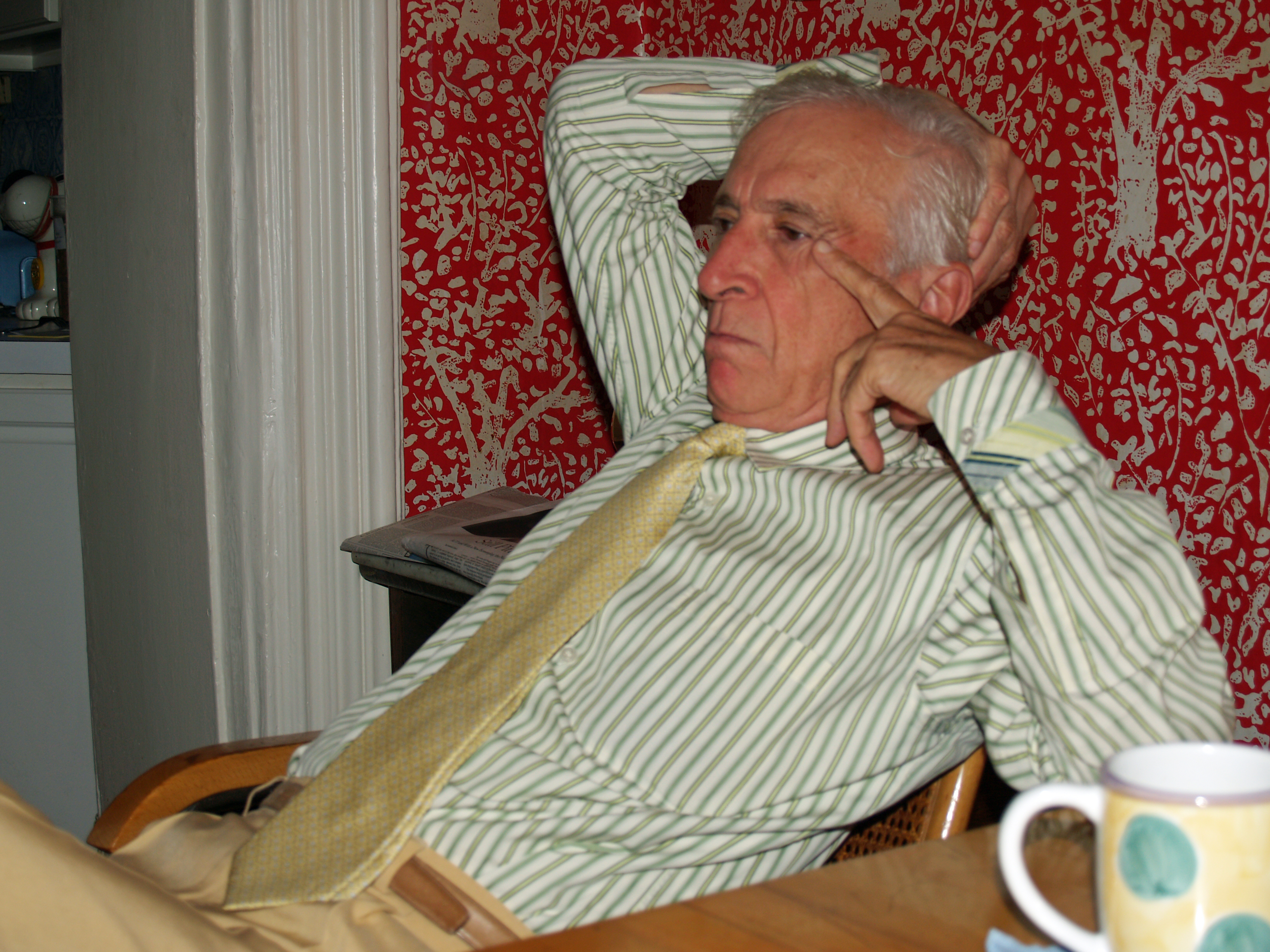
Gay Talese zuhause, 2007

Reportagen und Essays der neuen Journalisten kamen in Zeitschriften wie The Atlantic Monthly, Harper’s Magazine, Koevolution Quarterly, Esquire, New York und Rolling Stone heraus und haben der Bewegung genauso zum Durchbruch verholfen wie die bahnbrechenden Artikel von Tom Wolfe:
- The New Journalism.[15]
- The Birth of ‘The New Journalism’: Eyewitness Report.[16]
- The New Journalism: A la Recherche des Whichy Thickets.[17]

Zudem verfasste Wolfe zusammen mit E.W. Johnson das größere Werk mit dem Titel The New Journalism: With an Anthology Edition. Auch deshalb wird Wolfe noch heute mit dem Begriff „New Journalism“ identifiziert.

## Kulturtransfer nach Deutschland
Auf Deutschland sprang der New Journalism Mitte der 1960er Jahre über und wurde hier unter der Bezeichnung Popjournalismus bekannt, nicht zuletzt dank einflussreicher Magazine der Popkultur wie Sounds und Spex.